# Integralgleichung
Eine Gleichung wird in der Mathematik Integralgleichung genannt, wenn die gesuchte Funktion unter einem Integral vorkommt. Integralgleichungen können in Naturwissenschaft und Technik zur Beschreibung verschiedener Phänomene verwendet werden.
Integralgleichungen wurden zuerst zu Beginn des 19. Jahrhunderts von Niels Henrik Abel intensiver untersucht. Auf ihn geht auch die Abelsche Integralgleichung zurück, die zu den ersten untersuchten Integralgleichungen zählt. Fortschritte in diesem Thema wurden zu Beginn des 20. Jahrhunderts insbesondere durch Erik Ivar Fredholm, David Hilbert und Erhard Schmidt erzielt. Hilbert und Schmidt entwickelten dabei die Theorie der Hilbert-Schmidt-Operatoren. Das Teilgebiet der Mathematik, das sich mit der Theorie der Integralgleichungen beschäftigt, ist die Funktionalanalysis.

## Definition

### Lineare Integralgleichung
Eine lineare Integralgleichung ist eine Gleichung für eine unbekannte Funktion {\displaystyle u} und hat für {\displaystyle x\in \Omega } die Form
{\displaystyle \lambda (x)u(x)+\int _{\Omega }k(x,y)u(y)\,\mathrm {d} y=f(x),}
wobei {\displaystyle \lambda }, {\displaystyle f}, {\displaystyle k} gegebene Funktionen und {\displaystyle \Omega \subseteq \mathbb {R} ^{n}}  kompakt sind.
Die Funktion {\displaystyle k} wird Kern genannt.

### Nichtlineare Integralgleichung
Eine nichtlineare Integralgleichung hat die Gestalt
{\displaystyle \int _{\Omega }K(y,x,u(y))\mathrm {d} y=f(x)}
mit einem geeigneten Definitionsbereich der Kernfunktion {\displaystyle K} und einem geeigneten Integrationsbereich {\displaystyle \Omega \subset \mathbb {R} ^{n}}. Dabei geht die gesuchte Funktion {\displaystyle u(y)} nun nichtlinear in die Kernfunktion ein.

## Klassifikation linearer Integralgleichungen
Lineare Integralgleichungen kann man in
- Integralgleichungen 1. Art, wenn {\displaystyle \lambda (x)\equiv 0},
- Integralgleichungen 2. Art, wenn {\displaystyle \lambda (x)\equiv \lambda \in \mathbb {C} \setminus \{0\}}, und
- Integralgleichungen 3. Art, für alle anderen {\displaystyle \lambda },[2]

einteilen.
Bei Integralgleichungen 1. Art tritt die gesuchte unbekannte Funktion {\displaystyle u(x)} nur im Integral auf, bei solchen 2. Art auch außerhalb.
Diese Einteilung erscheint willkürlich, ist aber aufgrund der unterschiedlichen analytischen Eigenschaften der jeweiligen Arten von Integralgleichungen notwendig. So sind beispielsweise Integralgleichungen 2. Art (unter schwachen Voraussetzungen an den Kern) für fast alle Werte von {\displaystyle \lambda } eindeutig lösbar, und die Lösung hängt stetig von {\displaystyle f} ab. Dies gilt für Integralgleichungen 1. Art (unter denselben Voraussetzungen an den Kern) im Allgemeinen nicht. Integralgleichungen 1. Art sind wie z. B. die Laplace-Transformation fast immer inkorrekt gestellte Probleme. Die Fourier-Transformation bildet eine der wenigen Ausnahmen. Auch Integralgleichungen 3. Art sind in der Regel inkorrekt gestellte Probleme.
Ist die in einer Integralgleichung vorkommende bekannte Funktion {\displaystyle f\equiv 0}, so ist die Gleichung homogen, andernfalls inhomogen. Bei homogenen linearen Gleichungen ist mit {\displaystyle u(x)} auch die skalierte Funktion {\displaystyle \alpha \cdot u(x)} eine Lösung.
Außerdem kann man Integralgleichungen nach ihren Integrationsgrenzen klassifizieren. Sind alle Grenzen konstant, so spricht man von Fredholm-Integralgleichungen, ist eine der Grenzen variabel, so nennt man die Gleichung eine Volterra-Integralgleichung.
Eine weitere Einteilung beruht auf Eigenschaften des Kerns. Hier gibt es schwach singuläre und stark singuläre Integralgleichungen.

## Beispiele
- (lineare) Fredholmsche Integralgleichung 1. Art, inhomogener Fall:
{\displaystyle \int _{a}^{b}k(s,t)u(t)\mathrm {d} t=f(s)}
- (lineare) Fredholmsche Integralgleichung 2. Art, inhomogener Fall:
{\displaystyle \lambda \cdot \int _{a}^{b}k(s,t)u(t)\mathrm {d} t+f(s)=u(s)}

Dabei spielt der Parameter {\displaystyle \lambda } eine ähnliche Rolle wie ein Eigenwert in der linearen Algebra.
- (lineare) Fredholmsche Integralgleichung 2. Art, homogener Fall:
{\displaystyle \int _{a}^{b}k(s,t)u(t)\mathrm {d} t=u(s)}
- (lineare) Volterrasche Integralgleichung 1. Art, inhomogener Fall:
{\displaystyle \int _{a}^{s}k(s,t)u(t)\mathrm {d} t=f(s)}
- (lineare) Volterrasche Integralgleichung 2. Art, inhomogener Fall:

{\displaystyle \lambda \cdot \int _{a}^{s}k(s,t)u(t)\mathrm {d} t+f(s)=u(s)}
- nichtlineare Volterrasche Integralgleichung 2. Art, inhomogener Fall:

{\displaystyle \lambda \cdot \int _{a}^{s}k(s,t)F(s,t,u(t))\mathrm {d} t+f(s)=u(s)}
mit einer vorgegebenen nichtlinearen Funktion {\displaystyle F(s,t,u(t))}

## Operatortheoretischer Zugang
Mit
{\displaystyle (Ku)(x)=\int _{\Omega }k(x,y)u(y)\,\mathrm {d} y}
wird für einen hinreichend integrierbaren Kern {\displaystyle k(x,y)} ein linearer Operator {\displaystyle K} definiert.
Wesentlich für die Theorie der (nicht stark singulären) Integralgleichungen ist die Theorie der kompakten Operatoren. Diese Theorie ähnelt in gewisser Weise der von linearen Gleichungen im Endlichdimensionalen. Kompakte Operatoren haben nämlich im Wesentlichen pure Eigenwertspektren. Genauer heißt das: Das Spektrum besteht (evtl. von der Null abgesehen) nur aus Eigenwerten und diese häufen sich in höchstens einem Punkt, der Null. Alle Eigenräume (evtl. von dem der Null abgesehen) sind endlichdimensional.
Auch historisch wurde die Theorie der Integralgleichungen Anfang des 20. Jahrhunderts als kontinuierlicher Grenzwertübergang zum Beispiel von Eigenwertgleichungen der linearen Algebra entwickelt, wobei Eigenvektoren nun Eigenfunktionen entsprachen und der Matrix eine Kernfunktion.

## Dualität von Integral- und Differentialgleichungen
Integraloperatoren treten oft (aber nicht ausschließlich) bei der Lösung von Differentialgleichungen auf, zum Beispiel bei Sturm-Liouville-Problemen, oder bei partiellen Differentialgleichungen in Form der Greenschen Funktion.

## Integro-Differentialgleichung
Eine Integro-Differentialgleichung ist eine Gleichung, in der sowohl die Ableitung der zu bestimmenden Funktion als auch ein Integral vorkommt, in dessen Integrand diese gesuchte Funktion auftritt.
Solche Gleichungen können genauso wie Integral- beziehungsweise Differenzialgleichungen linear oder nichtlinear sein. Treten nur gewöhnliche Ableitungen der gesuchten Funktion auf, spricht man von einer gewöhnlichen Integro-Differentialgleichung, treten
partielle Ableitungen auf, dann spricht man von einer partiellen Integro-Differentialgleichung.
Ein Beispiel hierfür ist die aus der kinetischen Gastheorie stammende Boltzmann-Gleichung.

## Wiener-Hopf-Gleichung und Wiener-Hopf-Methode
Die Wiener-Hopf-Gleichung ist eine Integralgleichung, die auf der positiven reellen Halbachse definiert ist und bei der der Kern {\displaystyle k(x)} von der Differenz der Argumente abhängt:
{\displaystyle \lambda \cdot u(x)+\int _{0}^{\infty }k(x-s)u(s)\mathrm {d} s=f(x)}
für {\displaystyle 0\leq x<\infty }. Dabei ist {\displaystyle f(x)} eine vorgegebene Funktion (bei der homogenen Gleichung ist {\displaystyle f(x)=0}) und {\displaystyle u(x)} die gesuchte Funktion. {\displaystyle \lambda } ist wie oben ein Parameter. Der Kern ist translationsinvariant.
Wesentlich ist, dass einer der Ränder im Unendlichen liegt und einer im Endlichen.
Sie ist nach Eberhard Hopf und Norbert Wiener benannt, die für sie eine Lösungsmethode (Wiener-Hopf-Methode) entwickelten, und findet zum Beispiel beim Problem des Strahlungstransports in der Astrophysik Anwendung (Milne-Gleichung, sie ist vom Typ einer Wiener-Hopf-Gleichung).
Die Wiener-Hopf-Methode (auch Faktorisierungsmethode) ist eine allgemeine Methode zur Lösung von bestimmten Integralgleichungen und Randwertproblemen von bestimmten  partiellen Differentialgleichungen (wie der Wellengleichung oder Laplacegleichung zum Beispiel in Optik oder Elektromagnetismus), wobei typischerweise Ränder auftreten, die sich ins Unendliche erstrecken wie bei der Halbebene. Dabei werden die Fouriertransformation (oder auch die Laplacetransformation oder Mellintransformation) der gesuchten Funktionen betrachtet und deren komplex-analytische Eigenschaften ausgenutzt. Die Funktion und ihre Transformierte wird in zwei Teile {\displaystyle \Phi _{\pm }} zerlegt, die jeweils in der oberen und unteren komplexen Halbebene als analytische Funktionen definiert sind (wobei diese nur polynomiales Wachstumsverhalten haben sollten), aber einen Abschnitt der reellen Achse im Definitionsbereich gemein haben.